# Ricardo Velázquez Meza
Ricardo Velázquez Meza (Palo Verde, Baja California Sur; 13 de septiembre de 1971) es un político mexicano afiliado al partido Movimiento Regeneración Nacional (Morena). Desde el 6 de diciembre de 2018 es senador de la república en representación del estado de Baja California Sur en la LXIV Legislatura del Congreso de la Unión.

## Primeros años
Ricardo Velázquez Meza nació en Palo Verde, Mulegé, Baja California Sur. Es hijo de Manuel Velázquez Rodríguez y Bárbara Meza Ramírez. Estudió la licenciatura en derecho en la Universidad Autónoma de Baja California de 1986 a 1989. Fue catedrático de la Universidad Autónoma de Baja California Sur. En las elecciones estatales de Baja California Sur de 2015 fue postulado por el Partido Humanista como diputado estatal por el distrito 13 del estado. Desde 2016 es miembro del partido Movimiento Regeneración Nacional (Morena).

## Senador de la república
En las elecciones federales de 2018 fue postulado por Morena como suplente de Víctor Manuel Castro Cosío, candidato a senador de primera fórmula por el estado de Baja California Sur. Tras los comicios la fórmula de Castro-Velázquez fue elegida para integrar la LXIV Legislatura del Congreso de la Unión. En diciembre de 2018 Castro Cosío pidió licencia del cargo para ser Coordinador de los programas del gobierno federal en el estado de Baja California Sur. Ricardo Velázquez Meza ocupó su escaño como senador de la república a partir del 6 de diciembre de 2018.
Dentro del Senado de México es secretario de la mesa directiva en el tercer año de sesiones, de agosto de 2020 a agosto de 2021. También es secretario de la comisión de medio ambiente, recursos naturales y cambio climático.

## Controversias
El 2 de marzo de 2021, durante una sesión virtual del senado establecida como medida preventiva ante la pandemia de COVID-19 en México, el senador Ricardo Velázquez Meza proyectó una fotografía suya para simular que estaba presente en la reunión realizada a través de Zoom. El hecho fue reportado por la periodista Leticia Robles a través de Twitter: «Pensé que había visto mal, pero no. El senador de Morena, Ricardo Velázquez @BcsRicardo tiene una foto para reuniones virtuales y hoy no la quitó para votar. ¿Será que la usa para simular que está atento al debate eléctrico en @senadomexicano ? Ya dejó la foto. Literal: lo vi doble».